# 卞諶
卞諶（1470年—1508年），字信卿，浙江嘉興府嘉善縣人，民籍，明朝政治人物。

## 生平
弘治十一年（1498年）戊午科浙江鄉試第二十四名舉人。弘治十五年（1502年）中式壬戌科會試第二百十三名，三甲第一百四十八名進士。授廣信府推官。正德三年（1508年）考績，還卒于途，貧不能殮。從者賣衣物以葬。

## 家族
曾祖卞綸；祖父卞徵；父卞翮，母李氏；繼母陸氏。具庆下。